# Sayonara Zetsubō Sensei
Sayonara Zetsubō Sensei (さよなら 絶望先生 lit. Adiós, profesor desesperado?) es una serie de manga escrita e ilustrada por Kōji Kumeta. Fue publicado por la revista Weekly Shōnen Magazine. Es una comedia sobre un profesor que se toma todos los aspectos de la vida, de la lengua y de la cultura, del modo más negativo posible. Se satiriza la política, los medios y la sociedad japonesa en general. En marzo de 2012, la revista Shonen anuncia que el manga terminaría a finales de mayo y principios de junio, abarcando un total de 30 tomos.
En 2007, el manga recibió el trigésimo primer Kodansha Manga Award (Premio Kodansha para mangas) en la categoría shōnen, y fue adaptado a un anime de 12 capítulos. Una segunda temporada titulada (Zoku) Sayonara, Zetsubou-Sensei salió al aire entre enero y marzo del 2008. Un conjunto de tres OVAs tituladas Goku: Sayonara, Zetsubou-Sensei|獄・さよなら絶望先生 literalmente Prison: Adiós, profesor Desesperado fueron producidas entre octubre y febrero de 2009. Una tercera temporada titulada Zan: Sayonara, Zetsubou-Sensei (懺・さよなら 絶望先生?  literalmente Arrepentido: Adiós, profesor Desesperado) salió al aire entre julio y septiembre del 2009. 

## Argumento
Nozomu Itoshiki desea morir. Desde los primeros rayos de sol hasta la llegada de la noche, todos los esfuerzos de este joven profesor están dedicados a acabar con su vida, sin embargo, no importa si se trata de una cuerda de mala calidad, de una silla que no se mueve, de un revólver averiado o de una navaja sin filo, parece que el destino se entretiene manteniendo a Itoshiki en este mundo.
Pero la vida sigue, y este parco individuo debe asistir al primer día de clases en su nueva escuela: un instituto de secundaria, lo que no sería mayor sorpresa de no ser porque todas las chicas, y algunos chicos, de su clase son severos casos de patologías mentales, desde una aterradora hikikomori, una inmigrante ilegal, una acosadora, un chico que vende todo lo que tiene, otro al que todo el mundo ignora, una obsesiva-compulsiva y hasta una chica que sólo se comunica a través de su teléfono celular .
Así, inspirado por la situación, Itoshiki lo dará todo para alcanzar su máximo objetivo: fallecer en el menor tiempo posible. Los episodios varían mucho, pero normalmente estos no tienen una historia continua, de hecho lo más extraño de la serie es que esta puede cambiar de trama en cada momento, haciéndolo confuso para el espectador.

## Personajes
Los nombres de la mayoría de los personajes, poseen una segunda lectura, que define sus características y personalidades dependiendo de la dirección en que sean escritos, leídos o agrupados sus kanjis.

### Familia Itoshiki
Nozomu Itoshiki (糸色 望?)
Seiyū: Hiroshi Kamiya
El personaje principal, profesor de secundaria, su cumpleaños es el 5 de noviembre. Cuando su apellido y nombre se escriben horizontalmente, se asemeja a Zetsubō (絶望?  Desesperación), algo adecuado para describir su personalidad extremadamente paranoica, pesimista, depresiva y suicida que lo lleva a interpretar eventos cotidianos y contenidos de su asignatura con tintes oscuros y negativos; de la misma forma regularmente por lo mismo intenta acabar con su vida, siendo el método predilecto la horca. Es alto, y de cabello negro, suele vestirse con ropa típica japonesa de finales del siglo XIX y comienzos del siglo XX; excepto cuando esta en la casa de su familia, ocasión en la que usa ropa juvenil y a la moda. Según se muestra en sus recuerdos a la edad de sus alumnas era un joven vital y positivo que entró al colegio con animo de hacer amigos y una pareja, pero cayó en manos de un club que le enseñó a la fuerza la desesperación y para asegurar esta mentalidad, cambiaron sus lentes por unos que aplastan su cráneo ante la menor actitud positiva. En el capítulo 3 de la segunda temporada se hace nuncio que la escuela donde trabaja y prácticamente se desarrolla la trama en la escuela preparatoria Suzuki Shoten. Ha aprobado todo los cursos menos 2 como vivir y como morir. Vive con su sobrino Majiru de aproximadamente 8 años; tras mudarse al colegio Kiri va a vivir con él, encargándose de los quehaceres domésticos.
Rin Itoshiki (糸色 倫?)
Seiyū: Akiko Yajima
Hermana de Nozomu. Su nombre se convierte en Zetsurin (絶倫?  lit. sin igual), aunque en jerga significa "excitada". Ella sobresale en muchas cosas y tiene a 300 discípulos a su mando. En el tercer episodio de la segunda temporada se transfirió a la clase de su hermano.
Mikoto Itoshiki (糸色 命?)
Seiyū: Hiroshi Kamiya
El tercer hijo de la familia de Itoshiki. Él es doctor en su propio hospital "Itoshiki", pero sus pacientes se sienten incómodos ya que su nombre se asemeja a Zetsumei (絶命?  muerte) lo que le vale según él dice a tener pocos pacientes. Él odia ser llamado "Zetsumei-sensei" por esta razón.
Kei Itoshiki (糸色 景?)
Seiyū: Norio Wakamoto
El segundo hijo de la familia de Itoshiki; Es un pintor surrealista. Tiene una esposa llamada "Yuka", la cual es realmente una gran mancha en su pared. Su nombre se convierte "Zekkei" (絶景?  lit. paisaje incomparable) sin embargo en jerga significa "alarido".
Majiru Itoshiki (糸色 交?)
Seiyū: Akiko Yajima
El sobrino de Nozomu. Lo enviaron a vivir con Nozomu porque sus padres lo abandonaron. Es propenso a adquirir traumas psicológicos debido a las travesuras de los estudiantes de Nozomu y a destrozar las relaciones entre las personas. Su nombre viene de "Zekkō" (絶交?  lit. Ruptura de relaciones). Se muestra atraído por Kiri, a quien llama Komori-oneechan.
Tokita (時田?)
Seiyū: Yōji Ueda
El mayordomo de la familia de Itoshiki. Es llamado Sebastián por algunos. Está probablemente basado en Garrison Tokida de Muteki Kōjin Daitān 3.

### Alumnas
Kafuka Fūra (風浦 可符香?)
Seiyū: Ai Nonaka
Una estudiante que ve todo de la manera más positiva. Kafuka es aparentemente lo opuesto a Nozomu. A menudo crea explicaciones convenientes para que encajen en su mundo. Por ejemplo, cuando ve a Nozomu Itoshiki por vez primera colgando de una cuerda, cree que está intentando crecer o llama la actitud de los acosadores amor profundo. Usa unos ganchos para el cabello en la parte izquierda de su fleco, los que parece tener en gran cantidad ya que cada día usa uno diferente, tiene cabello corto y al parecer tuvo una niñez algo tormentosa, porque siempre tiene alusiones de cuando exorcizaron a su madre, cuando sus padres intentaron suicidarse, etc. Se disfraza de vez en cuando usando una peluca y lleva platos semi-envenenados al profesor; este agradece estos gestos y acaba enamorándose de la Kafuka disfrazada. Varios rasgos de la serie sugieren que ambos sienten una atracción el uno por el otro. Sin embargo en ocasiones tras ver las nefastas consecuencias que le trae a Nozomu seguir sus consejos, ríe de manera cínica en secreto, de la misma forma cuando Meru la miró fijamente por primera vez vio en sus ojos una intención asesina, esto sumado al hecho que intencionalmente agrega veneno a la comida de Nozomu; da pie a la posibilidad que Kafuka posea en realidad una personalidad maliciosa y manipuladora.
En el tomo final del manga se muestra que Kafuka (cuyo nombre está basado en el del escritor Franz Kafka (フランツ・カフカ Furantsu Kafuka?)) lleva muerta meses antes del inicio de la serie, después de que su padre la empujara a una carretera y muriera atropellada con tal de que el pueda cobrar el seguro y pagar sus deudas. Sus órganos fueron donados a varios alumnos de la clase de Nozomu. Sin embargo, ella era muy optimista para morir y su espíritu poseía a los alumnos con sus órganos durante toda la serie. Finalmente, las alumnas de Nozomu deciden tener una boda simbólica con él para que así Kafuka pudiera casarse con el profesor. Después de esto Nozomu se muda a una isla junto con los alumnos con los órganos trasplantados de Kafuka (quienes son varias de las chicas y Jun Kudou), donde está casado con la chica de turno poseída por Kafuka y se divorcia de esta cuando el espíritu de Kafuka posee a otra de las chicas. Su verdadero nombre es An Akagi (赤木 杏?).
Manami Ōkusa (大草 麻菜実?)
Seiyū: Kikuko Inoue
Casada y trabaja en diferentes lugares, esto ya que según parece su esposo está lejos de ser un hombre ideal, al contrario se insinúa que es muy dado a endeudarse con el juego y las mujeres, cosas que posteriormente Manami debe solucionar por medio de extenuantes trabajos parciales. Su nombre deriva de okusama-nami (奥様な身?  Ella está casada). Al parecer es amiga de Harumi Fujiyoshi y ve anime, pues le aconseja al momento de dibujar y escoger sus próximos doujinshis. En el manga se muestra que cuando Matoi se enamora de Nozomu, comienza a acosarlo y la fila de acosadores invierte su dirección, Manami persigue a su esposo quien a su vez persigue a la novia del chico que originalmente fuera del interés de Matoi.
Meru Otonashi (音無 芽留?)
Seiyū: Chiwa Saitō (solo en el episodio 6 de la segunda temporada)
Una muchacha que se comunica solamente por correo electrónico. Su apellido, Otonashi (音無し?), significa sin sonido, y su nombre dado deriva de mail (メール mēru?, Correo). En el capítulo 3 de la segunda temporada, hace saber que su padre tiene una amante, y al parecer a su madre no le importa mucho. Si bien apariencia es una muchacha pequeña desvalida y de mirada temerosa, lo que agradó a Nozomu al punto de nombrarla consentida del maestro, cuando se comunica por correo electrónico es capaz de escribir mensajes insultantes y desagradables, generalmente en un tono ofensivo. Si intenta hablar, le sale una voz que según los otros estudiantes es "venida de las profundidades del infierno". El motivo por que perdiera su voz fue debido a las malas palabras de un compañero de primaria, diciéndole este "¿tu voz no suena rara?", decidió grabar su propia voz y al notar que era rara dejó de hablar hasta la actualidad. 
Posteriormente se revela que ella es una de los alumnos con los órganos trasplantados de Kafuka y tiene sus cuerdas vocales, de ahí el hecho de que su voz suene extraña. 
Ai Kaga (加賀 愛?)
Seiyū: Saori Gotō
Una estudiante apologética con complejo de disculparse por todo inclusive cuando no es su culpa. Su nombre en japonés suena como Kagai (加害?  perpetrar).
Chiri Kitsu (木津 千里?)
Seiyū: Marina Inoue
Una estudiante que exige que todas las cosas en su vida tienen que estar perfectamente ordenadas y simétricas llevando al extremo las acciones para conseguirlo. Su pelo se divide en el centro, sus medias tienen que estar al mismo nivel, la comida la reparte en porciones geométricamente iguales, si no se irrita mucho. Aunque ella no es la delegada de la clase, le llaman así a menudo debido a su comportamiento impositivo. Su nombre deriva de kitchiri (きっちり?  correctamente). Tiene el cabello largo y dividido simétricamente por la mitad, siempre lo usa liso aunque es rizado, por ello lo peina y alisa diariamente de una forma exacta, cuando algo o alguien la toca, se vuelve otra vez ondulado. 
Aparentemente puede usar el ojo del alma como un aparato de Clarividencia y para terror de la gente lo manifiesta físicamente en su frente. En uno de los episodios se encontraba en la enfermería acostada, pero mientras dormía rodó hasta la cama de al lado, donde se encontraba su profesor, al despertar pensó que había tenido relaciones con su él, por lo cual asegura que deben casarse, ya que es su responsabilidad. En el transcurso de la serie se va enamorando de su profesor e incurrir en ataques de furia homicida cuando cree que Nozomu se interesa en alguien más. En ocasiones se le suele ver parodiando escenas de crímenes al parecer cometidos por ella. Posteriormente se revela que ella es una de los alumnos con los órganos trasplantados de Kafuka y tiene su corazón.
Kaere Kimura (木村 カエレ?)
Seiyū: Yu Kobayashi
Una estudiante de intercambio con doble personalidad: la típica dama japonesa (Kaede Kimura) cuando apareció en la serie por primera vez siente algo por su profesor y una extranjera que amenaza constantemente con demandar por cualquier cosa; según se ha explicado sus personalidades se originaron porque era una muchacha japonesa y debió irse a vivir a Norteamérica, pero la diferencia cultural era tan fuerte que debió generar una nueva identidad que se adaptara a esta nueva sociedad. Su nombre deriva del japonés "kaere" (帰れ?  vete) y "kaeru" (帰る?  vuelve), también de Kaela Kimura, una idol japonesa. Es alta, blanca, rubia y de ojos azules, siempre la muestran con planos contrapicados que dejan ver su ropa interior. En el tercer episodio de la segunda temporada se descubre que en realidad estuvo fuera del país solo tres meses. Posteriormente se revela que ella es una de los alumnos con los órganos trasplantados de Kafuka, aunque se desconoce cual.
Abiru Kobushi (小節 あびる?)
Seiyū: Yūko Goto
Una chica un poco callada y de voz suave. Su cuerpo presenta heridas, las cuales son causadas constantemente por golpes que le propinan los animales del zoológico donde trabaja, ya que le resulta imposible resistirse a su fetiche: tirar de sus colas. Por tanto, su cuerpo está constantemente cubierto por vendajes (inclusive sus pechos). Esto lleva a algunos a asumir que es víctima de violencia doméstica. Tiene una colección de colas que ella quiere pensar que son falsas. Su nombre deriva del japonés Kobushi Abiru (小節 あびる?  lit. baño de puños). Usui está enamorado de ella pero ella no muestra demasiado interés en él. Tiene los ojos de diferente color por un trasplante de córnea aunque no se nota ya que su ojo siempre está cubierto por vendas. En el capítulo 3 de la segunda temporada del anime, se revela que sus padres son divorciados. Además ha confesado que se pone vendas aun cuando los animales no la lastiman solo por llamar la atención. Posteriormente se revela que ella es una de los alumnos con los órganos trasplantados de Kafuka y tiene su córnea, de ahí su heterocromía. 
Kiri Komori (小森 霧?)
Seiyū: Asuka Tanii
Una hikikomori. Su nombre deriva de Komorikiri (籠もりきり?  lit. Pegado en su casa). Es muy tímida y al parecer es muy hermosa, con un físico muy sensual, pero siempre esta envuelta en una frazada, la cual ha tenido desde su infancia; al estar tanto tiempo lejos del sol es muy pálida, su cabello es largo, negro y normalmente tiene un flequillo en la cara que no deja ver su rostro, solo dos personas han visto a través de su fleco el profesor y un tipo raro en el capítulo 2 en la segunda temporada el cual sostenía ser el Comodoro Perry. Siente una gran atracción hacia su sensei.
Después de que una visita rudimentaria de Itoshiki, se enamora de él y gracias a una broma pesada de Kafuka le da miedo su casa, por lo que hace de la escuela su residencia; inicialmente es normal verla en el colegio escondida en alguna bodega o baúl, por lo que Nozomu debe buscarla para la asistencia ya que jamás entra al aula. En muchas ocasiones se le ve con la consejera Arai, en escenas con ligero tinte yuri. Cuando Nozomu y Majiru se mudan al colegio Kiri se va a vivir con ellos, tomando el rol de ama de casa y hermana mayor del muchacho. Posteriormente se revela que ella es una de los alumnos con los órganos trasplantados de Kafuka, aunque se desconoce cual.
Maria Tarō Sekiutsu (関内・マリア・太郎?)
Seiyū: Miyuki Sawashiro
Una inmigrante ilegal de un país tercermundista en extrema pobreza. Ella compró la partida de nacimiento de un estudiante masculino y está asistiendo a la escuela por él. Su nombre deriva de seki-uttarō (籍売ったろう?  "Usted compró su propio registro, ¿cierto?"). Según las demás personas es muy extraña y da la sensación de querer cuidar de ella, vive con muchos inmigrantes más y es muy pobre. No le gusta usar zapatos, ni ropa interior porque la marea. Posteriormente se revela que ella es una de los alumnos con los órganos trasplantados de Kafuka, aunque se desconoce cual.
Matoi Tsunetsuki (常月 まとい?)
Seiyū: Asami Sanada
Una acosadora que expresa todo su amor al objeto de su afecto, el cual puede cambiar rápidamente. Su nombre es un juego de palabras: Tsune Tsukimatoi (常付きまとい lit. siempre siguiendo sobre...'?). Se ha sentido atraída hacia Itoshiki causándole problemas desde después que este intentara que dejara de acosar a un joven de quien se había enamorado, aunque lo logró, para su desgracia se convirtió en el objeto de su afecto y obsesión, incluso imitando su forma de vestir para expresar su amor, además siempre camina apegada a él aunque no es posible verla a menos que así lo desee o Nozomu le hable, por lo que se jacta de ser realmente la persona más cercana a su profesor. Posteriormente se revela que ella es una de los alumnos con los órganos trasplantados de Kafuka, aunque se desconoce cual.
Nami Hitō (日塔 奈美?)
Seiyū: Ryōko Shintani
Una muchacha que único rasgo es ser totalmente ordinaria. Su nombre deriva del japonés "hitonami" (人並み?), que significa persona ordinaria. Odia que las demás personas le tildan de normal, así que siempre trata de hacer cosas para ser reconocida. Como decir que se va a suicidar o que está en la extrema pobreza, aunque es siempre ignorada ya que la mayoría de su salón tienen problemas más grandes como el de su profesor que se quiere suicidar una vez al día y no lo logra o Maria Tarō  que tuvo que comer hongos envenenados para no morir de hambre. Posteriormente se revela que ella es una de los alumnos con los órganos trasplantados de Kafuka, aunque se desconoce cual.
Mayo Mitama (三珠 真夜?)
Seiyū: Asuka Tanii
Una chica de aspecto malvado y que de hecho lo es, aunque se crea que no puede serlo aun con esa cara. Su nombre deriva de mitamamayo (見たままよ?), que significa, "ella es exactamente lo que aparenta". Su cabello es corto y sus ojos muy grandes y expresivos. Y en el último episodio de la primera temporada dice que molesta a Nozomu Itoshiki porque le agrada, pero este se niega a creer que sea malvada y haga actos crueles aun cuando los lleva a cabo frente a él ya que su convicción de que no se debe juzgar a alguien por su apariencia es tal que lo lleva a una negación extrema, actitud que solo logra que Mayo sea aún más cruel en busca de una reacción de miedo y sufrimiento de su parte.
Kotonon (ことのん?)
Una idol de internet. En la vida real ella es obesa, fea y viste como lolita gótica, pero su página web de fotos es extremadamente popular. Arregla y edita sus fotos con tal de quedar totalmente diferente mostrando un aspecto sensual y estilizado, sin embargo en la vida real se comporta como una diva, creyendo ella misma gran parte de lo que es su alter ego virtual. Su nombre se deriva de la seiyuu Kotono Mitsuishi.
Kanako Oora (大浦 可奈子?)
Una chica desinteresada de todo. Actúa a menudo como si no fuera consciente de nada de lo que pasa a su alrededor.
Harumi Fujiyoshi (藤吉 晴美?)
Seiyū: Miyu Matsuki
Una fan del Yaoi y Nekomimi. Su nombre se basa en fujoshi (腐女子?  lit. Chica corrompida, fanes del yaoi) y Harumi, el sitio anterior del Comiket. Usa gafas y tiene 3 hermanos que estudian en escuelas de arte anime al parecer, en el 3 capítulo de la segunda temporada su madre revela a una vecina que Harumi es un embarazo no deseado y que se percató de su embarazo a los 4 meses en el capítulo 5 de la segunda temporada se ve que es muy buena en los deportes. Posteriormente se revela que ella es una de las alumnas con los órganos trasplantados de Kafuka, aunque se desconoce cual.

### Alumnos
Aoyama (青山?)
Seiyū: Tomokazu Sugita
Otro amigo de Kino y Haga que es casi tan negativo como Nozomu. En el manga, Aoyama también recibió la responsabilidad de convertirse en el sustituto de: 'Sr. De la Desesperación' que mantiene por unos capítulos. Renunció a su puesto después de que las chicas de la clase traen cosas más inquietantes quien advertidamente lo hacen ver por el lado positivo de las cosas. Él es Conocido como el estudiante de Gafas Rojas. 
Kagerō Usui (臼井 影郎?)
Seiyū: Yōji Ueda
Un estudiante masculino ya calvo y la mayoría de la gente nota apenas que está allí. Él es el delegado real de la clase. En la primera temporada se revela que sus padres tardaron 3 horas en encontrarlo después de que naciera. Solo hace presencia en la clase cuando comete un error o queda en descubierto su falta de pelo. Su nombre deriva de Kage ga usui (cubierto, sombreado, poco notorio), debido a que no hace presencia en la clase.
Haga (芳賀?)
Seiyū: Takahiro Mizushima
Es el amigo pervertido de Kino, Kudo y Aoyama. Es el tercer sustituto "Sr. De la Desesperación", a Haga le gusta vestir camisa de marca de la nueva y última moda.
Jun Kudou (久藤 准?)
Seiyū: Takahiro Mizushima
Un talentoso contador de cuentos en la cual la mayoría de las veces el protagonista muere. Es tan bueno contando historias que cada vez que cuenta una historia hace llorar al que la oiga. Su nombre hace referencia a la tienda de libros "Junkudo-Shoten" (ジュンク堂書店?) y a Jun Kudō (工藤淳?), su fundador. Ha leído todos los libros de la biblioteca a la que asiste Nozomu y vive solo con su abuelo, ya que sus estrictamente católicos padres lo desheredaron por hacerse una transfusión de sangre. Parece estar atraído por el profesor Itoshiki, como se ve en los últimos tomos del manga.
Posteriormente se revela que él es el único alumno masculino con los órganos trasplantados de Kafuka y tiene su sangre. Esta transfusión fue lo que provocó que sus padres lo deshereden y trató de suicidarse, pero Kafuka se lo impidió. Después de que Nozomu se muda a una isla junto con los alumnos con los órganos trasplantados de Kafuka y se casara con ellos simbólicamente, se ve que Kudou no vive con el resto de las chicas en la casa del profesor, sino en una iglesia católica al lado. 
Kuniya Kino (木野国?)
Seiyū: Takuma Terashima
Kuniya se describe en el episodio 10 de la segunda temporada como un miembro del comité de Biblioteca, odia perder. Debía aparecer como un personaje rival de Jun Kudou, pero sus ropas extrañas y el interés en Kaga Ai son ahora sus rasgos más notables. Su sentido de la moda es terrible, una escena del manga mostró la ropa interior extraña colgando de su balcón. Se revela que es porque su madre solía ser una diseñadora de ropa que solía vestir a su hijo con ropas muy a la moda, pero tras ser despedida, el sentido de la moda de esta empezó a decaer y empezó a vestir a su hijo con ropas extrañas. Su nombre proviene de la cadena de libros Kinokuniya.

### Otros
Chie Arai (新井 智惠?)
Seiyū: Akiko Yajima
La consejera del colegio. Su nombre en otro sistema de lectura de kanjis, se lee como "Nīchie" haciendo referencia a Nietzsche (ニーチェ Nīche?). Suele aparecer en cortas escenas como parte de fan service.
Ikkyū-san (一旧さん?)
Seiyū: Tomokazu Sugita
El "viejo amigo auto-proclamado" de Nozomu Itoshiki, que, como Nozomu, tiene gusto por las cosas viejas. Más adelante se descubre que no son viejos amigos (旧友 Kyūyū?), sino fueron "amigos de un día" (1 日友?) en la escuela primaria. Su nombre y su cabeza calva son una referencia al anime Ikkyū-san.
Tane Kitsu (一木津多?)
Seiyu: Ryōko Shiraishi
La hermana mayor de Chiri. Su nombre proviene del Japonés kittanee (汚ねえ, Sucio). Tane al contrario de su hermana es una chica capaz de crear un desorden simplemente con su presencia, esto porque desde que ambas son pequeñas Tane ha evitado que Chiri cree grandes desastres descuidando intencionalmente su propia higiene, de esta forma Chiri se mantiene ocupada aseando a su hermana mayor y no es un peligro para el resto. Se enamora de Nozomu y le cuenta que si de ella dependiera ella sería limpia, usaría vestidos y saldría con él, pero siente la obligación de vigilar a su hermana.
Takashi (たかし?)
Seiyu: Takahiro Mizushima
Es el exnovio de: Matoi Tsunetsuki,, rompe su relación con ella, al segundo día, de esa misma noche, Takashi no sabe nada de Matoi Tsunetsuki, y Takashi desea saberlo, al día siguiente, El Profesor Nozomu Itoshiki es acosado y acechado empezando por Matoi Tsunetsuki, luego Matoi Tsunetsuki es acosada y acechada por su exnovio Takashi quien vigila todos sus movimientos, luego Takashi es acosado y acechado por su otra exnovia y de repente una fila de acosadores al acecho y persiguen, al profesor Nozomu Itoshiki hasta la escuela, toda esta situación se pone muy complicada e interesante al profesor Nozomu Itoshiki.

## Adaptación

### Manga
El manga fue creado por Kōji Kumeta y editada en Japón por la revista Weekly Shōnen Magazine desde el 2005, publicado por Kōdansha. Se han lanzado hasta el momento veinte y seis tankōbon, el más reciente se puso a la venta el 17 de diciembre.

### Anime

#### Sayonara Zetsubō Sensei
Estrenada en Japón el 7 de julio de 2007 por TV Kanagawa hasta el 23 de septiembre, y consta de 12 episodios.  Dirigido por Akiyuki Shinbo y animado por Shaft, el anime enriquece la historia con abundantes referencias a la cultura popular, principalmente a través de las ideas al azar que suelen aparecer escritas en la pizarra del aula de clases. El anime ha sido como un triunfo personal del señor Kumeta ya que su manga anterior no se llegó a animar, más recientemente, su trabajo anterior Katte ni Kaizo había sido programado para salir en anime, pero se canceló antes de salir al aire. Cada episodio termina con una imagen inmóvil dibujada por uno de los artistas del manga asociados a Kōji Kumeta.

#### Zoku Sayonara Zetsubō Sensei
En octubre de 2007, Shōnen Magazine anunció una segunda temporada de la serie y que saldría al aire en enero del 2008. Titulada (Zoku) Sayonara, Zetsubou-Sensei (lit.adiós profesor desesperado:extremo)la temporada comenzó el 5 de enero de 2008 con trece capítulos. El título es una juego de palabras, el kanji 俗 es una marca utilizada en los diccionarios para la jerga o vulgaridad, y tiene la misma pronunciación de 続, que significa 'continuación'.

#### Zan Sayonara Zetsubō Sensei
Una tercera temporada llamada Zan: Sayonara, Zetsubou-Sensei|懺・さよなら 絶望先生||literally Repent: Goodbye, Mr. Despair salió al aire el 4 de julio en Japón. La temporada es nuevamente animada por Shaft y dirigida por Akiyuki Shinbo con los temas de apertura y cierre de Ohtsuki and the Zetsubō Girls. El tema de apertura es "Ringo Mogire Beam!"|林檎もぎれビーム!||"Apple Picking Beam!" y los temas de cierre son "Zetsubō Restaurant"|絶望レストラン y "Kurayami Shinjū Sōshisōai"|暗闇心中相思相愛}}.